# Ужупис

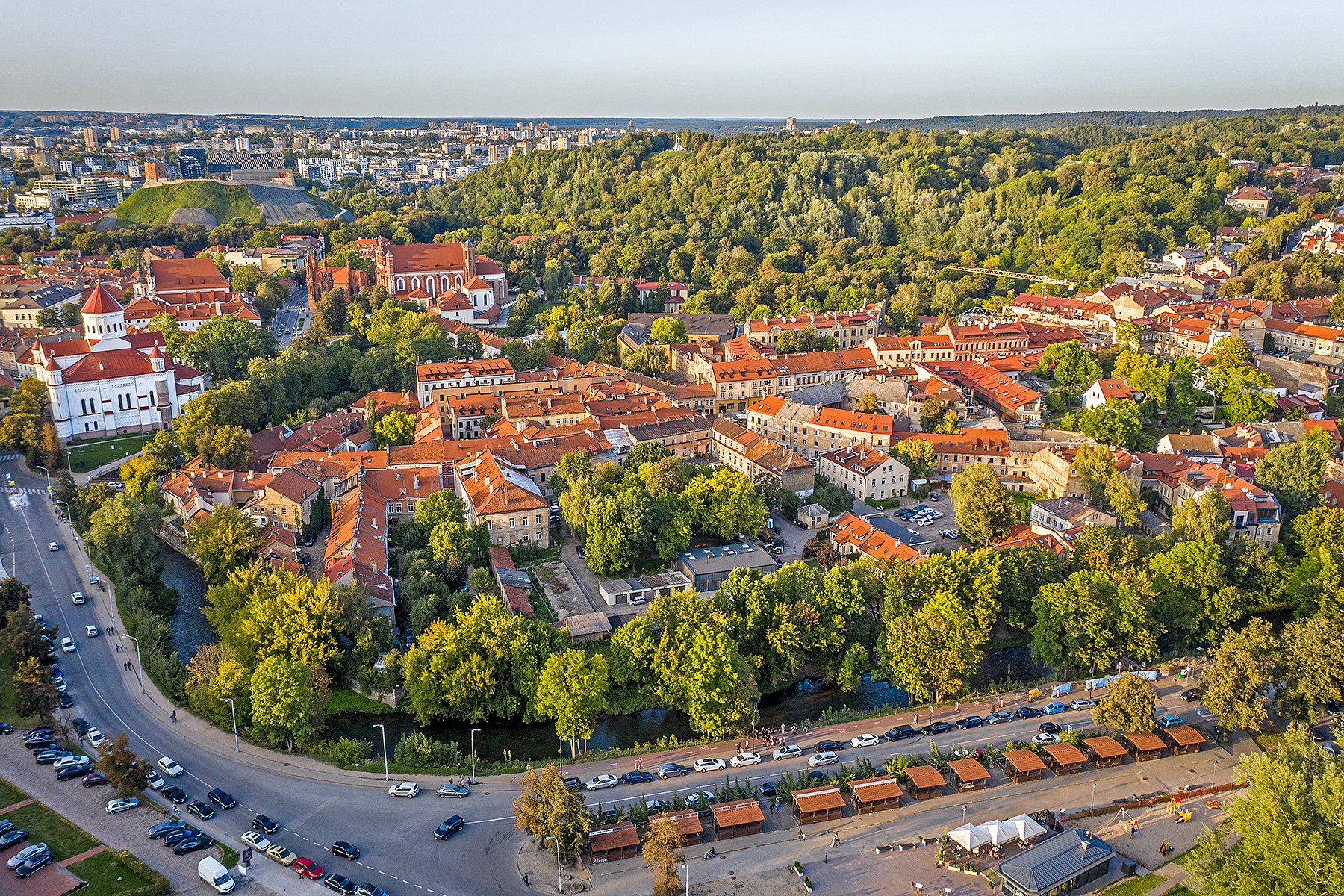
2020

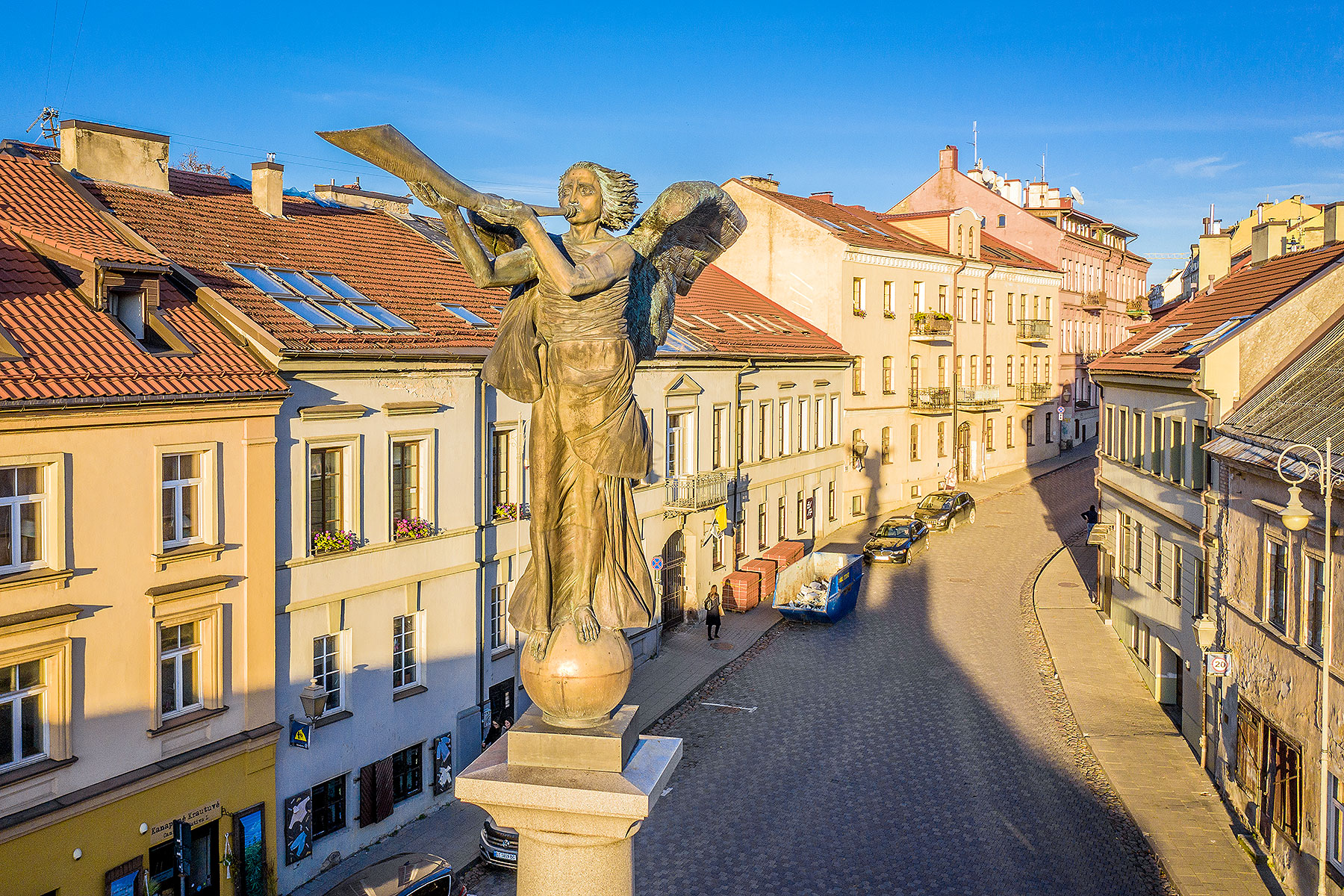
Ангел Ужуписа — символ квартала (2022)

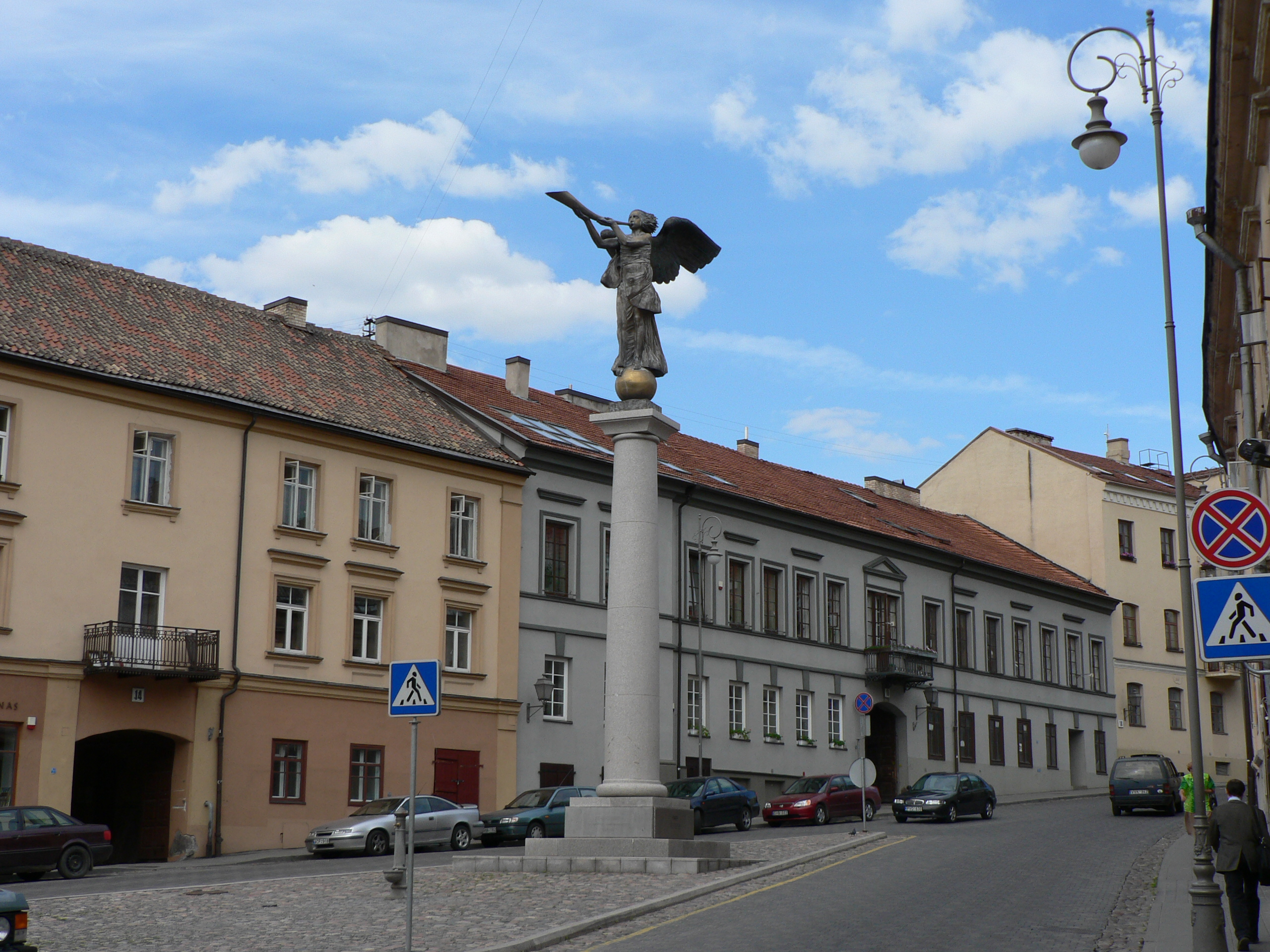
Ангел Ужуписа (2005)

У́жупис (лит. Užupis, рус. Заречье) — район Вильнюса, частично расположенный в Старом городе.
Считается районом художников и деятелей искусств, часто сравнивается с районом Монмартр в Париже. Сегодня в районе располагаются художественные галереи и мастерские, многочисленные кафе.

## Расположение и общая характеристика

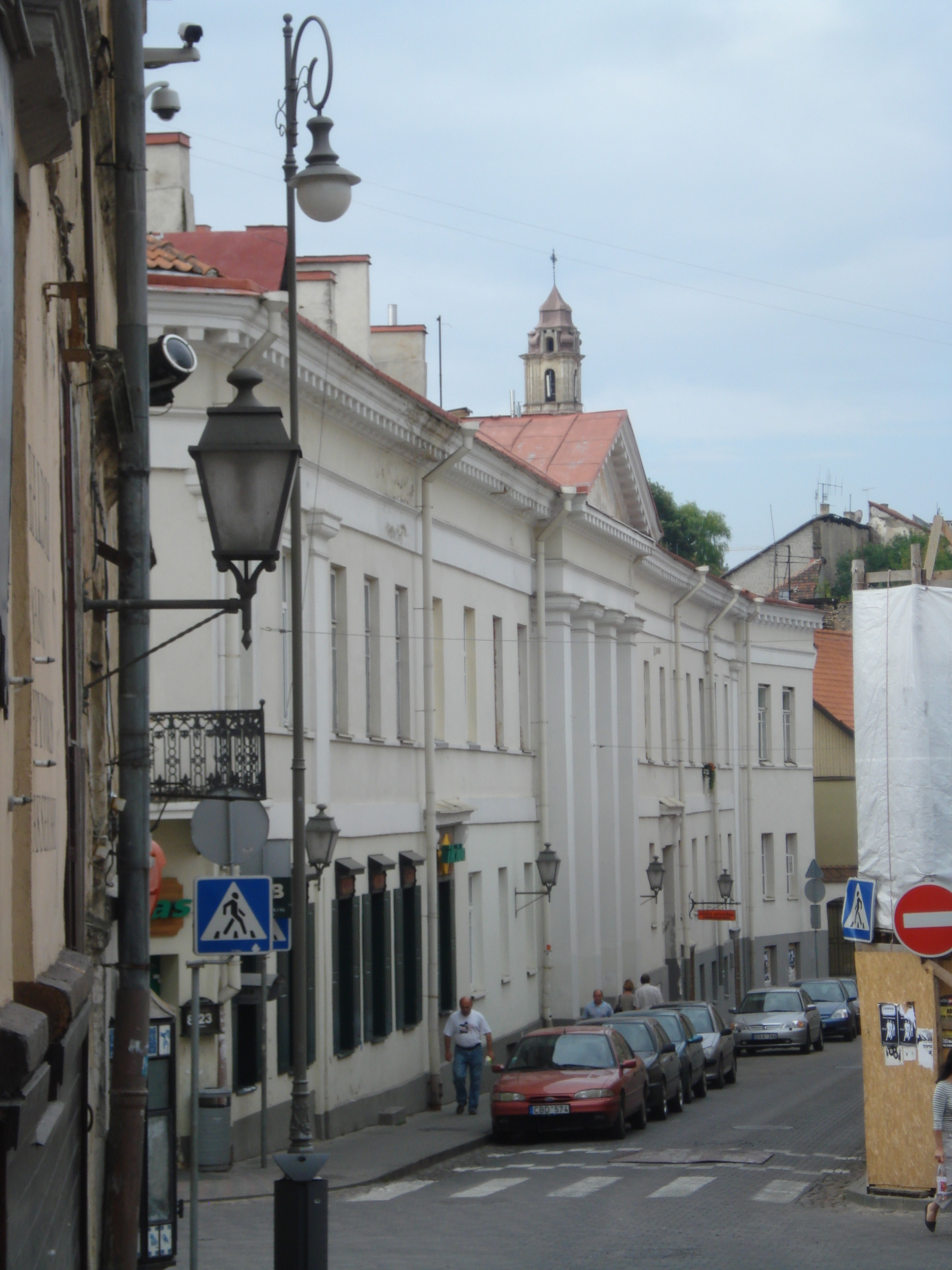
Дворец Гонестов

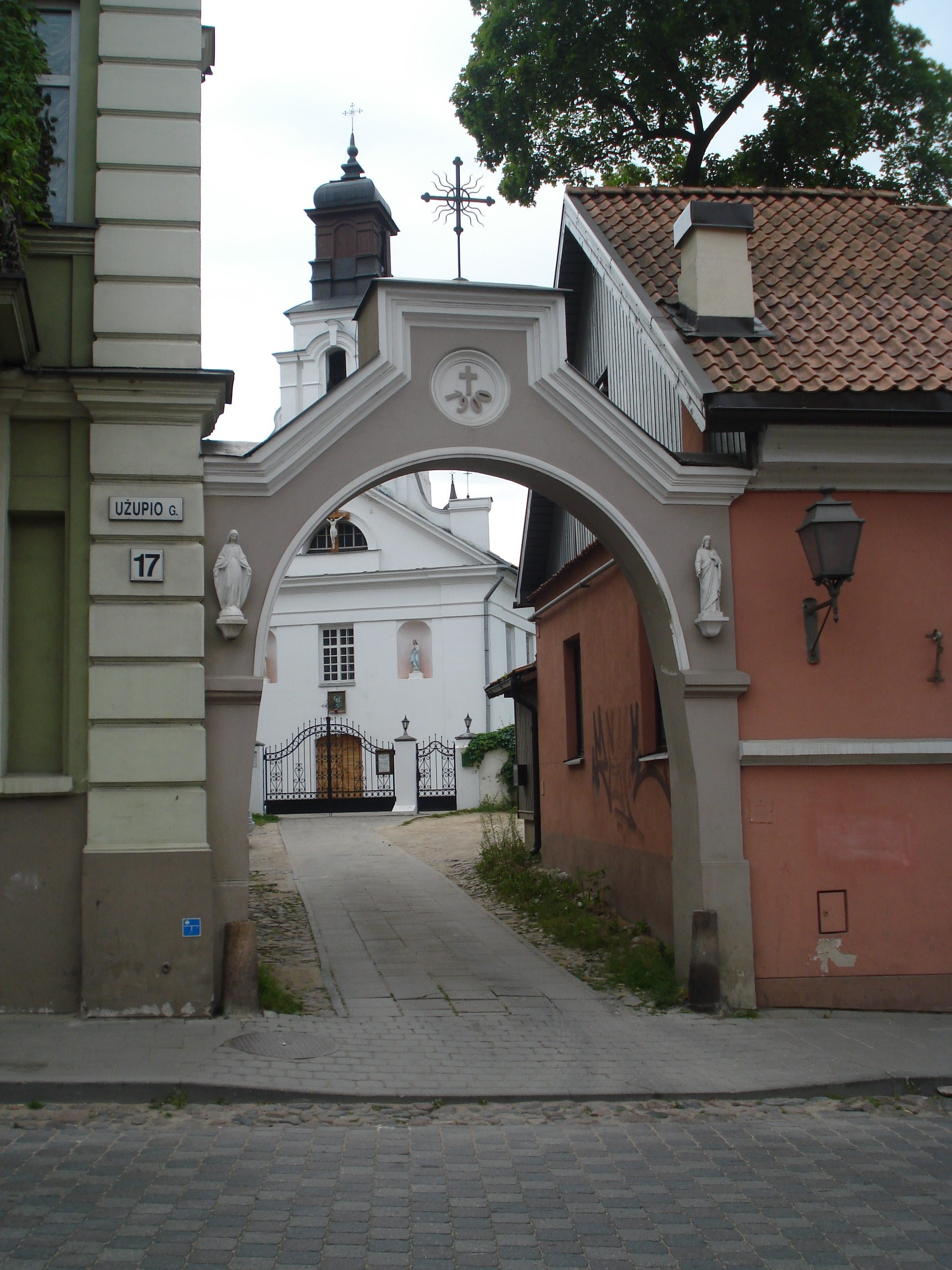
Ворота костёла Святого Варфоломея

Маленький и изолированный район. С одной стороны он отделён от Старого города рекой Вильней (Вильняле), с другой стороны находятся крутые холмы, а с третьей — индустриальная зона, построенная в советские времена. В XVI веке были построены первые мосты через реку. Квартал был населён в основном ремесленниками. С конца XIX века на Заречьи стали селиться военные и мелкие служащие, однако большую часть жителей составляла городская беднота.
От одного из мостов над Вильней (Бернардинский, Bernardinų tiltas), начинается улица Малуну (Malūnų g., ul. Młynowa), своим названием обязанная некогда стоявшим на ней королевским мельницам.
Всю левую сторону короткой улицы занимает здание (длиной 132 м) бывшего «заречного» монастыря бернардинок (основан в 1495 году Варварой Радзивилл и Анной Олехнович; нынешнее здание сооружено после пожара 1794 года, вызванного бомбардировкой).
По упразднении монастыря в 1864 году царские власти сделали в нём казармы, с 1876 года до Первой мировой войны здание принадлежало православному Свято-Духову братству.
В период между мировыми войнами в помещениях бывшего монастыря были устроены жилые квартиры государственных служащих; в 1934—1936 годах здесь жил польский поэт Константы Галчинский. Ныне в здании бывшего монастыря частные квартиры.
В летнее время на уличной стене монастыря проходит выставка известных литовских фотографов, организованная Александрой Дивовой. Выставка обновляется каждые две недели, в числе участников в 2015 году Марюс Абрамавичус, Макс Фрай, лауреат национальной премии Альгирдас Шешкус и другие.
Улица Малуну выходит на улицу Ужупё (Заречная, Užupio g., ul. Zarzeczna) в её самом широком месте и к перекрёстку с улицей Паупё (Paupio g., ul. Popławska). Улица Ужупё в этом месте значительно расширяется, объяснением чему служит то, что здесь некогда была небольшая церковь Петра и Павла, сгоревшая в 1610 году и не восстановленная; в середине XVII века на её месте был воздвигнут крест, в середине XIX века сооружена псевдоготическая часовенка, после Второй мировой войны разрушенная. Некоторое время на оставшемся невысоком возвышении стояла водокачка, ныне в том же месте возвышается колонна с Ужупским ангелом. К этому же перекрёстку ведёт улица Ужупё, начинающаяся за другим, вторым мостом на Вильне (Заречный мост, Užupio tiltas), напротив памятника Мечиславу Дордзику.

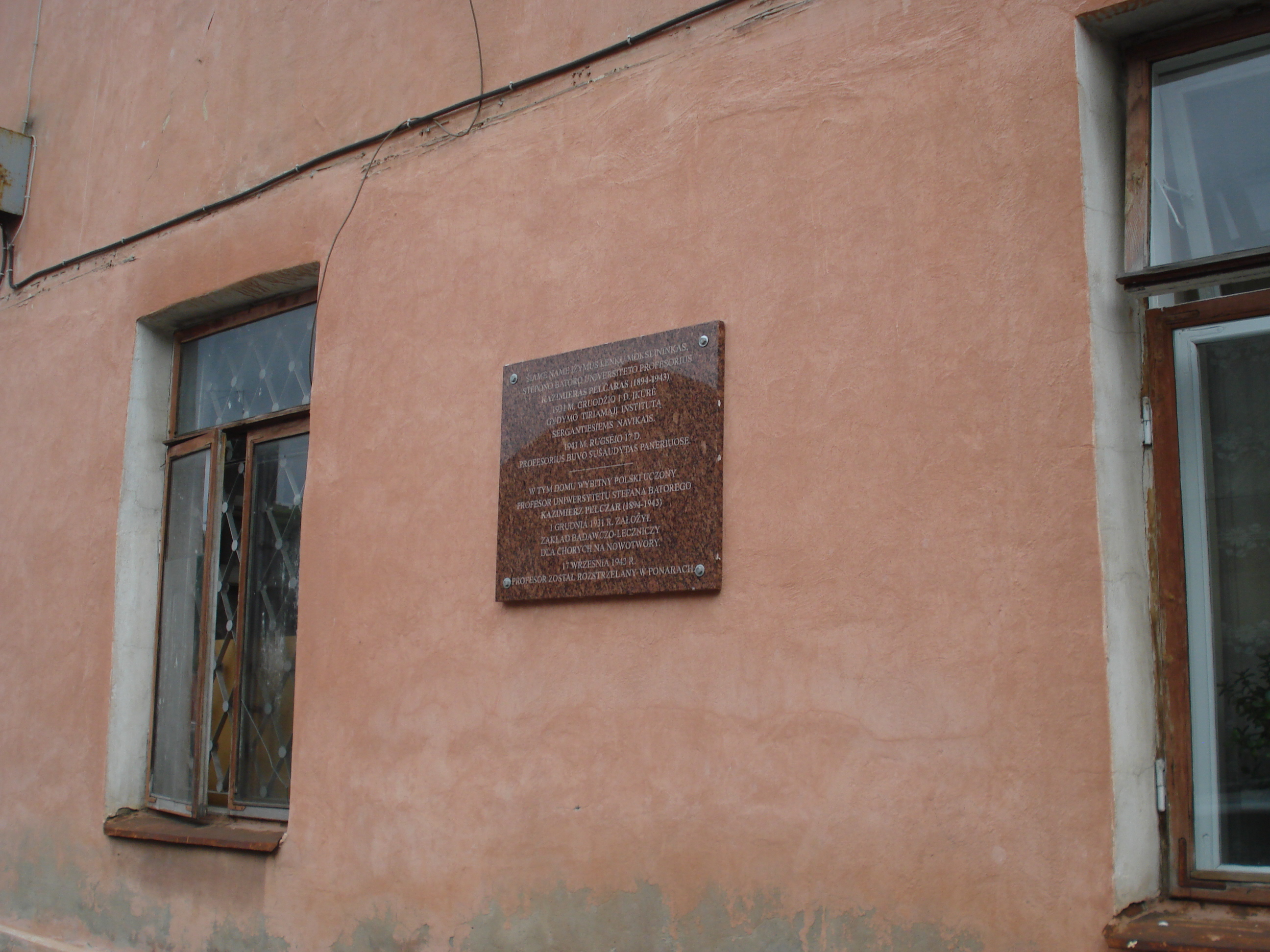
Таблица в память Казимира Пельчара

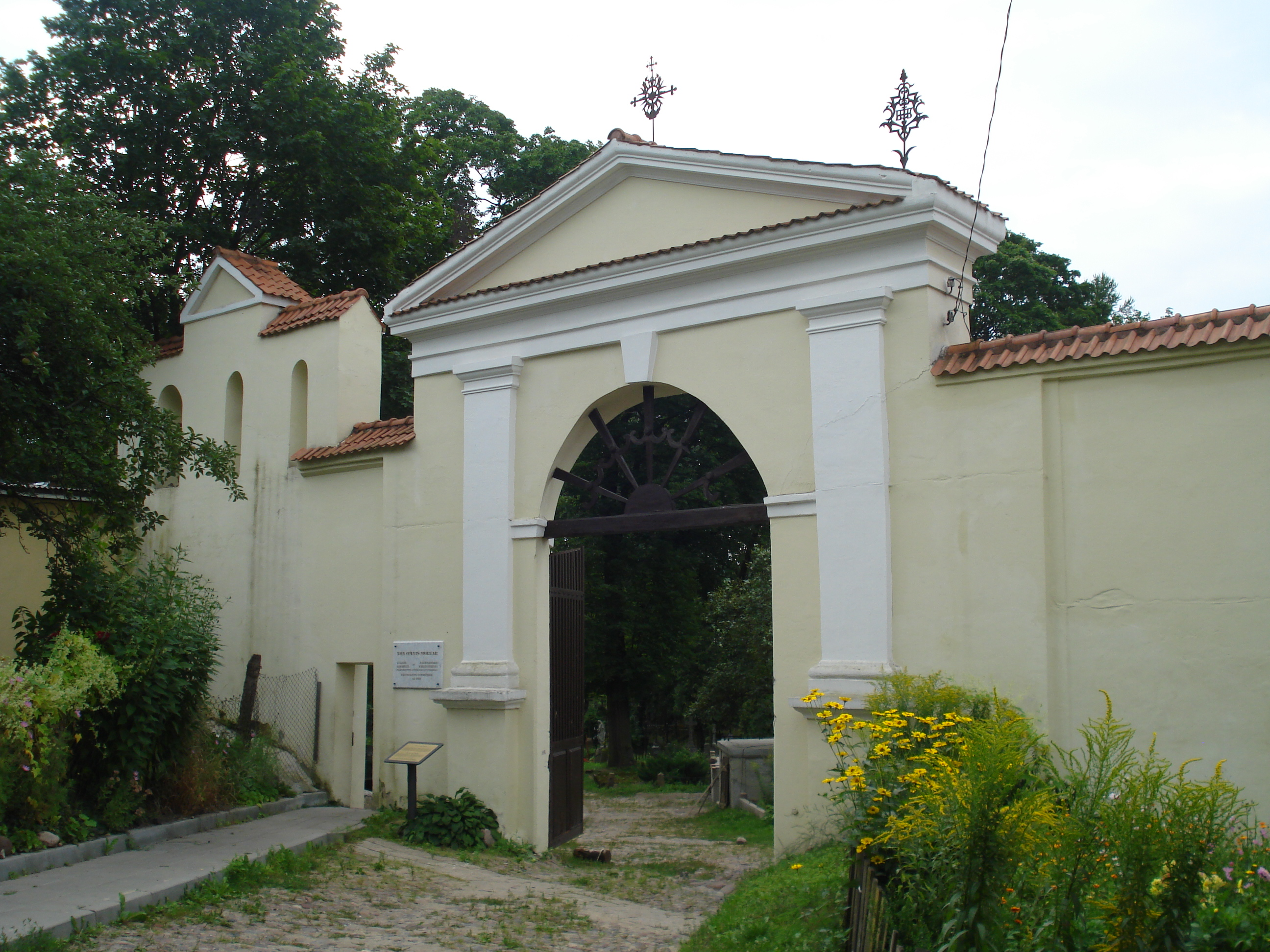
Ворота Бернардинского кладбища

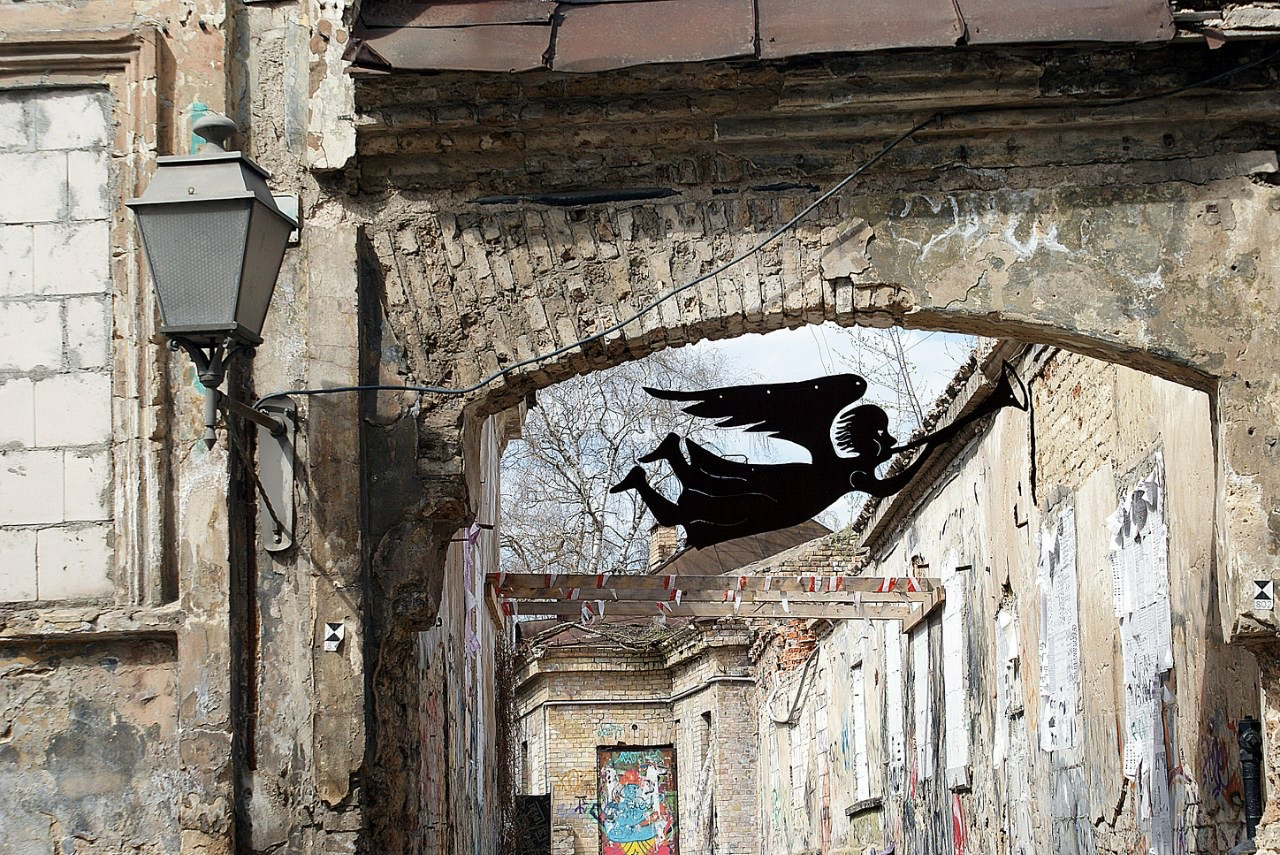
Ангел Ужуписа

Значительный участок на углу улиц Заречной и Поплавской занимает внушительный дворец строгих классицистских форм. Дворец был построен в конце XVIII века по проекту архитектора Августина Коссаковского и в начале XIX века перестраивался. С 1840 года он принадлежал различным учреждениям и собственникам, в нём размещалась гостиница, корчма, пекарня. В 1863 году дворец перешёл семейству Гонестов, которому владели им до 1940 года, благодаря чему закрепилось его название (pałac Honestich), в 1877 году реконструировался. Ныне часть первого этажа дворца занимает продуктовый магазин.
От него извилистая Поплавская улица (Паупё) ведёт к ещё одному, третьему Поплавскому мосту на Вильне. На стене по улице Паупё установлены таблицы с Конституцией Республики Ужупис.
По улице Заречной в восточном направлении за воротами по правой стороне располагается костёл Святого Варфоломея. За ним у небольшого парка, на котором некогда был рынок, улица раздваивается на улицы Полоцко (Polocko g.) и Кривю (Krivių g.).
На улице Полоцко располагался Научно-исследовательский институт онкологии. Здесь работал известный онколог, профессор Университета Стефана Батория Казимир Пельчар (расстрелян немецкими оккупантами в Понарах).
От улицы Полоцко начинался старинный тракт Батория на Полоцк, а ныне она выходит к Бельмонту (Belmontas) и улице Стефана Батория (Stepono Batoro g.), ведущей к Новой Вильне. Первый поворот направо по Полоцко короткой улицей Жвиргждино (Žvirgždyno g.) выводит к Бернардинскому кладбищу.
Улица Кривю до 1915 года называлась Поповским переулком и мимо горы могилы Гедимина, где был, по преданию, сожжён великий князь литовский, выводила к улице Голендерской (ныне Оланду, Olandų) и Антоколю (Antakalnis). От Поповского переулка вправо ответвлялся переулок Пономарский (ныне Филарету, Filaretų).
С советских времён в Ужуписе жили или имели свои мастерские многие известные люди. Многолетний мэр Вильнюса Артурас Зуокас живёт в Ужуписе и принимает участие в некоторых событиях, происходящих там.
Символом Ужуписа является ангел, с тех пор как на главной площади был установлен монумент, изображающий трубящего ангела. Бронзовая скульптура установлена на колонне высотой 8,5 метров. Колонна была установлена в 2001 году. Первоначально на нём покоилось огромное яйцо, проданное в марте 2002 года на устроенном Клубом ангела Ужуписа аукционе. 1 апреля 2002 года на колонне была торжественно открыта установленная там скульптура (посереберённая и позолоченная бронза, общая высота 12,50 м); авторы монумента — скульптор Ромас Вильчяускас и архитектор Альгирдас Умбрасас. Средства на сооружение монумента (около полумиллиона литов) были пожертвованы частными лицами и компаниями. Ангел символизирует возрождение и художественную свободу квартала.

## Республика Ужупис

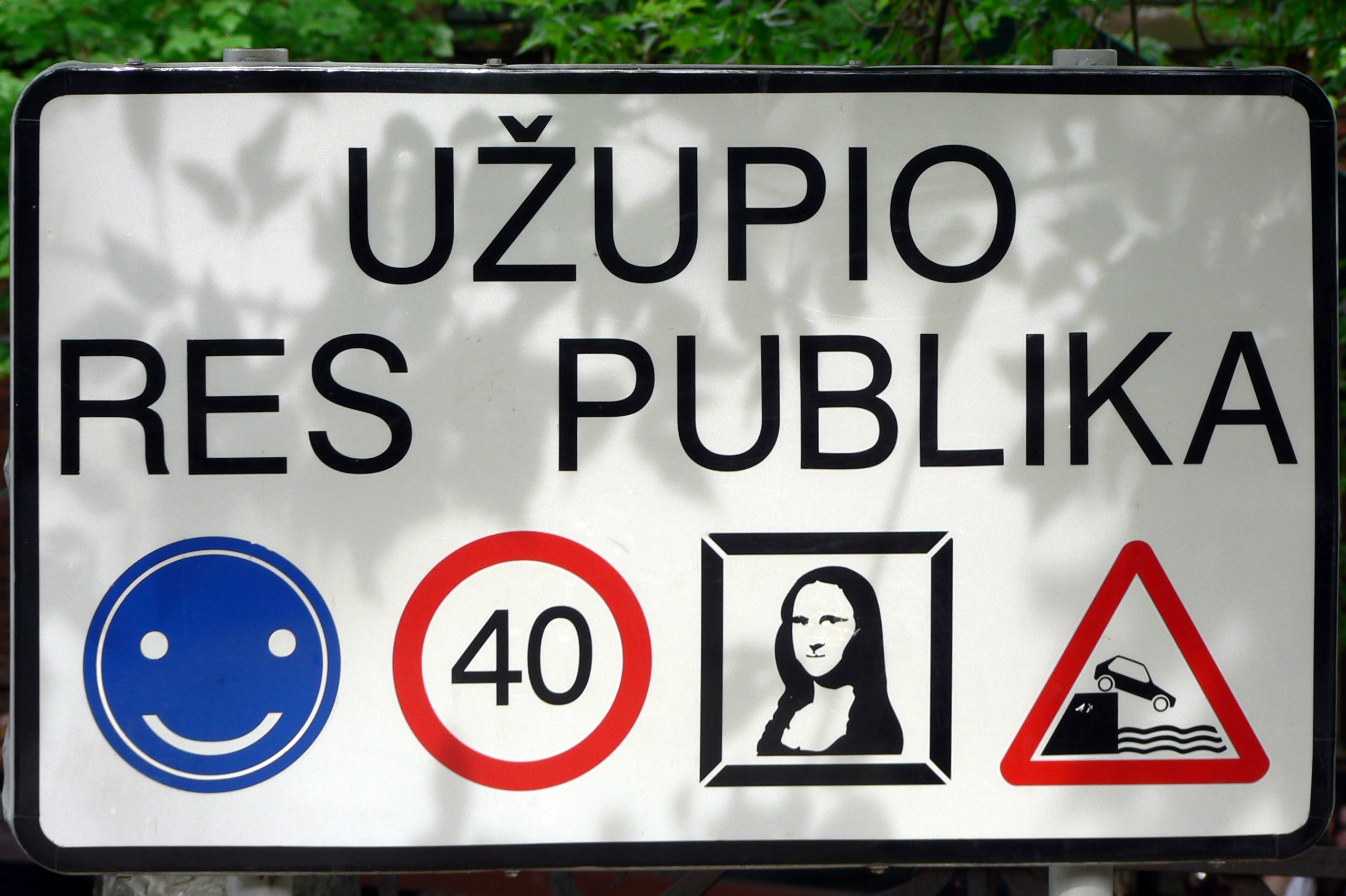
Знак на въезде в Республику Ужупис

В 1996 году группа художников основала здесь «Центр альтернативного искусства», в том же году там были организованы и проведены первые выставки искусства и общественные акции.
Позднее квартал стал домом многих художников и людей искусства, район стал именоваться «вильнюсским Монмартром». Прослышав о подобном феномене, в город наведались и представители французского Монмартра (ныне символическая табличка свидетельствует о дружбе и сотрудничестве обоих).
В 1998 году жители квартала провозгласили Республику Ужупис со своим собственным флагом, президентом, конституцией и даже армией из 12 человек. Они празднуют полушуточный День независимости, 1 апреля.
Сейчас Ужупис имеет свою валюту, гимн, таможню, почётных граждан, послов и консулов в 320 городах мира, выборы и карнавалы. Ужупис является членом Антарктического Союза Микронаций.
Президент Республики Ужупис — поэт, музыкант и режиссёр фильмов Ромас Лилейкис.

Премьер-министр — Сакалас Городецкис.

Министр финансов — финансист Алюс Лекявичюс.

Министр информации — предприниматель Витаутас Раткявичюс.

Министр иностранных дел — эссеист, сценарист Томас Чепайтис.

Министр без портфеля — предприниматель Витас Мачюлис.

1. Человек имеет право жить рядом с Вильняле, а Вильняле течь рядом с человеком.

2. Человек имеет право на горячую воду, отопление зимой и черепичную крышу.

3. Каждый имеет право умереть, но не обязан.

4. Каждый имеет право ошибаться.

5. Каждый имеет право быть единственным и неповторимым.

6. Каждый имеет право любить.

7. Каждый имеет право быть нелюбимым, но это не обязательно.

8. Каждый имеет право быть неизвестным и не знаменитым.

9. Каждый имеет право лениться и ничего не делать.

10. Каждый имеет право любить и опекать кошку.

11. Каждый имеет право заботиться о собаке до конца дней одного из них.

12. Собака имеет право быть собакой.

13. Кошка не обязана любить своего хозяина, но в трудную минуту обязана прийти ему на помощь.

14. Каждый имеет право забывать, есть ли у него обязанности.

15. Каждый имеет право сомневаться, но это — не обязанность.

16. Каждый имеет право быть счастливым.

17. Каждый имеет право быть несчастным.

18. Каждый имеет право молчать.

19. Каждый имеет право верить.

20. Каждый имеет право осознавать свою ничтожность или своё величие.

21. Никто не имеет права совершать насилие.

22. Никто не имеет права покушаться на вечное.

23. Каждый имеет право понимать.

24. Каждый имеет право ничего не понимать.

25. Каждый имеет право на любую национальность.

26. Каждый имеет право праздновать или не праздновать свой день рождения.

27. Каждый обязан помнить своё имя.

28. Каждый может делиться тем, что у него есть.

29. Никто не может делиться тем, чего не имеет.

30. Каждый имеет право на братьев, сестер и родителей.

31. Каждый может быть свободным.

32. Каждый отвечает за свою свободу.

33. Каждый имеет право плакать.

34. Каждый имеет право быть непонятым.

35. Никто не имеет права перекладывать вину на других.

36. Каждый имеет право быть личностью.

37. Каждый имеет право не иметь никаких прав.

38. Каждый имеет право не бояться.

 Заповеди

НЕ ПОБЕЖДАЙ

НЕ ЗАЩИЩАЙСЯ

НЕ СДАВАЙСЯ
— Стена переводов Конституции Ужуписа на улице Paupio Lane
Почётные граждане Республики Ужупис
- Йонас Мекас[5]